# Lista de assassinatos israelenses
Esta é uma lista de assassinatos ou tentativas de assassinato de pessoas notáveis atribuídos a agências de inteligência, forças armadas e forças policiais israelenses, mediante o emprego da tática denominada assassinato seletivo ou assassinato dirigido (em hebraico: סיכול ממוקד sikul memukad), que integra a política de ataques preventivos adotada pelo Estado judeu.
Alguns desses crimes foram negados pelo governo israelense, mas a maioria deles ocorreu durante operações militares de Israel, incluindo a Operação Ira Divina, a repressão à Intifada al-Aqsa e os ataques à Faixa de Gaza (2008-2009).

## Década (1950)
| Data                | Local         | Alvo          | Descrição | Ação        | Assassino |
| ------------------- | ------------- | ------------- | --- | ----------- | --------- |
| 13 de julho de 1956 | Faixa de Gaza | Mustafa Hafez | Tenente-coronel do exército egípcio responsável pelo recrutamento de refugiados para realizar ataques em Israel. | Carta bomba |           |
| 14 de julho de 1956 | Amã           | Salah Mustafa | Adido militar egípcio                                                                                            | Carta bomba |           |

## Década (1960)
| Data               | Local               | Alvo                                   | Descrição                                                                                      | Ação | Assassino |
| ------------------ | ------------------- | -------------------------------------- | ---------------------------------------------------------------------------------------------- | --- | --------- |
| 11 de set. de 1962 | Munich, Alemanha    | Heinz Krug                             | Cientista espacial alemão da Alemanha ocidental trabalhando para o programa de mísseis egípcio | Sequestrado de seus escritórios da empresa em Schillerstrasse (Munique), seu corpo nunca foi encontrado. Polícia suíça mais tarde prendeu dois agentes do Mossad por ameaçarem a filha de um outro cientista e descobriu que eles foram os responsáveis pelo assassinato. Parte da Operação Dâmocles. | Mossad    |
| 28 de nov. de 1962 | Heluan, Egito       | 5 trabalhadores de uma fábrica egípcia | Trabalhadores empregados na Fábrica 333, uma fábrica de foguetes egípcia.                      | Carta bomba enviada possivelmente de Hamburgo. Outra carta bomba desfigurou e cegou uma secretária. Parte da Operação Dâmocles. | Mossad    |
| 23 de fev. de 1965 | Montevideo, Uruguai | Herberts Cukurs                        | Aviador que foi envolvido nos assassinatos de judeus letões durante o Holocausto               | Atraído para Montevidéu e la morto por agentes que o enganaram com a isca de começar um negócio da aviação. | Mossad    |

## Década (1970)
| Data                  | Local                | Alvo                                           | Descrição | Ação | Assassino                                                           |
| --------------------- | -------------------- | ---------------------------------------------- | --- | --- | ------------------------------------------------------------------- |
| 25 de julho de 1972   | Beirute              | Tentativa de assassinato de Bassam Abu Sharif  | Membro da Frente Popular para a Libertação da Palestina, que realizou uma conferência de imprensa com Ghassan Kanafani durante seqüestros campo do Dawson justificando as ações do FPLP. | Ele perdeu quatro dedos, e ficou surdo de um ouvido e cego de um olho, depois de um livro-bomba, que foi enviado para ele, explodiu em suas mãos..    | Mossad                                                              |
| 16 de outubro de 1972 | Roma                 | Abdel Wael Zwaiter                             | Funcionário da embaixada da Líbia e representante da OLP, considerado por Israel de ser um terrorista por seu suposto papel no grupo Setembro Negro e o massacre de Munique              | Baleado por dois pistoleiros em seu apartamento. | Mossad                                                              |
| 8 de Julho de 1972    | Beirute              | Ghassan Kanafani                               | Escritor palestino e um dos principais membros da FPLP, e afirmou ser um dos planejadores por trás do chacina do aeroporto de Lod                                                        | Morto por um carro-bomba. | Mossad                                                              |
| 8 de dezembro de 1972 | Paris                | Mahmoud Hamshari                               | OLP representante na França e coordenador do matança Jogos Olímpicos de Munique. | Morto por uma bomba escondido no seu telefone. |                                                                     |
| 24 de janeiro de 1973 | Nicósia              | Hussein Al Bashir                              | Representante do Fatah em Nicósia, Chipre | Morto por uma bomba enquanto dormia em sua cama no quarto de hotel.                                                                                   |                                                                     |
| 6 de abril de 1973    | Paris                | Basil Al-Kubaissi                              | Membro da FPLP e professor de direito da Universidade Americana de Beirute. | Morto por dois pistoleiros. |                                                                     |
| 9 de abrilde 1973     | Beirute              | Muhammad Youssef Al-Najjar                     | Diretor de operações do Setembro Negro e membro da OLP | Mortos durante a operação Cólera de Deus. | Sayeret Matkal                                                      |
| 9 de abrilde 1973     | Beirute              | Kamal Adwan                                    | Comandante do Setembro Negro e membro do comitê central do Fatah | Mortos durante a Operação Cólera de Deus. | Sayeret Matkal                                                      |
| 9 de abrilde 1973     | Beirute              | Kamal Nasser                                   | Porta-voz OLP | Mortos durante a Operação Cólera de Deus. | Sayeret Matkal                                                      |
| 11 de abrilde 1973    | Atenas               | Zaiad Muchasi                                  | Representante do Fatah em Chipre | Morto no hotel. |                                                                     |
| 28 de junhode 1973    | Paris                | Mohammad Boudia                                | Diretor de operações do Setembro Negro | Morto por mina ativada por pressão sob o seu assento de carro.                                                                                        |                                                                     |
| 21 de julho de 1973   | Lillehammer, Noruega | Tentativa de assassinato de Ali Hassan Salameh | Lider de alto posto da OLP e do Setembro Negro que estava por trás do ataque em 1972 nos Jogos Olímpicos de Munique.                                                                     | Ahmed Bouchiki, um garçom inocente, (confundido pelo Mossad como Ali Hassan Salameh), assassinado por pistoleiros. Conhecido como o caso Lillehammer. | Mossad                                                              |
| 28 de março de 1978   | Alemanha Oriental    | Wadie Haddad                                   | Comandante da FPLP, que planejou vários seqüestros de aeronaves na década de 1960 e 1970.                                                                                                | Não está claro. Possivelmente chocolate envenenado enviado a ele meses antes.                                                                         | Alegado ser obra do Mossad, mas Israel nunca reivindicou a autoria. |
| 26 de julho de 1979   | Cannes               | Zuheir Mohsen                                  | Líder do al-Saika uma facção pró-Síria da Organização para a Libertação da Palestina | Morto a tiro na frente do casino. | Mossad                                                              |
| 22 de janeiro de 1979 | Beirute              | Ali Hassan Salameh                             | Lider de alto posto da OLP e do Setembro Negro que estava por trás do ataque em 1972 nos Jogos Olímpicos de Munique.                                                                     | Morto por um carro-bomba, juntamente com quatro guarda-costas e quatro transeuntes inocentes.                                                         | Mossad                                                              |

## Década (1980)
| Data             | Local     | Alvo                            | Descrição | Ação                                            | Assassino                                                                                         |
| ---------------- | --------- | ------------------------------- | --- | ----------------------------------------------- | ------------------------------------------------------------------------------------------------- |
| setembro de 1981 | São Paulo | José Alberto Albano do Amarante | Um tenente-coronel aviador da Força Aérea, assassinado pelos serviço de inteligência de Israel para evitar que o Brasil se tornasse uma nação nuclear. | Teria sido contaminado por material radioativo. | O suspeito, um agente do Mossad, Samuel Giliad ou Guesten Zang, um israelense nascido na Polônia. |

## Década (2020)
| Data                   | Local         | Alvo                    | Descrição                                                               | Ação | Assassino                          |
| ---------------------- | ------------- | ----------------------- | ----------------------------------------------------------------------- | --- | ---------------------------------- |
| 7 de agosto de 2020    | Tehran Irã    | Abdullah Ahmed Abdullah | Abdullah Ahmed Abdullah era o segundo no comando da Al Qaeda.           | Baleado junto com sua filha por dois homens em uma motocicleta.                                                                                           | Mossad a mando dos Estados Unidos. |
| 27 de novembro de 2020 | Tehran Irã    | Mohsen Fakhrizadeh      | Mohsen Fakhrizadeh foi o cientista sênior do programa nuclear iraniano. | Morto por uma metralhadora controlada por satélite com "inteligência artificial" de uma tonelada em um caminhão contrabandeado para o Irã por 20 agentes. | Mossad é suspeito.                 |
| 5 de agosto de 2022    | Faixa de Gaza | Tayseer Jabari          | Líder militar do Movimento da Jihad Islâmica na Palestina               | Ataque aéreo na Operação Amanhecer | Força Aérea Israelense             |